# Хосасеу
Хосасеу (рум. Hosasău) — село у повіті Харгіта в Румунії. Входить до складу комуни Лелічень.
Село розташоване на відстані 212 км на північ від Бухареста, 7 км на схід від М'єркуря-Чука, 79 км на північ від Брашова.

## Населення
За даними перепису населення 2002 року у селі проживала 1 особа.